# Punta d'Orogna
La Punta d'Orogna è una montagna delle Alpi Lepontine alta 2436 s.l.m. ed è la cima che delimita a sud la Valle del Devero.

## Descrizione
Si trova nella Valle Devero a sud ovest del Monte Cazzola e a sud est del Pizzo di Boccareccio la cui cresta si innalza dalla Scatta d'Orogna. A segnare la cima è presente un cippo in pietra e cemento affisso al quale si trova il libro di vetta.

## Salita alla vetta

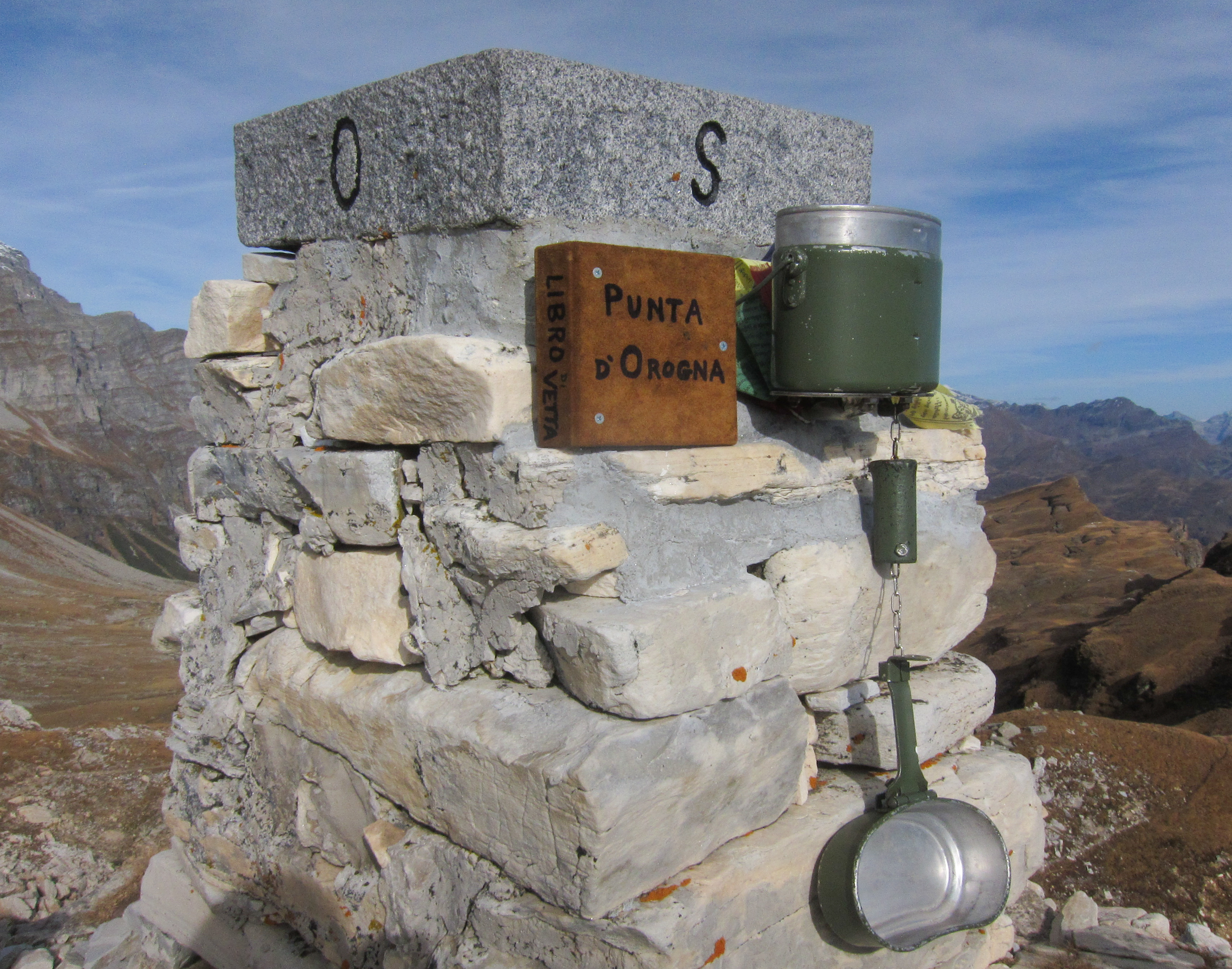
Cippo e libro di vetta.

Si può salire sulla montagna partendo dall'Alpe Devero (1.644 m). Percorrendo il sentiero che risale verso sud passando prima dall'Alpe Misanco (1907m) e poi o dall'Alpe Buscagna (1967m) o alternativamente dal Curt du Vel (2036m). Si prosegue in direzione sud fino alla valico della Scatta d'Orogna e dopo un breve tratto di cresta in direzione est si giunge al cippo di vetta.